# Nicolet (Quebec)
Nicolet es una ciudad de la provincia de Quebec, Canadá. Está ubicada en el municipio regional de condado de Nicolet-Yamaska y a su vez, en la región administrativa de Centre-du-Québec. Hace parte de las circunscripciones electorales de Nicolet-Yamaska a nivel provincial y de Richelieu a nivel federal.

## Geografía
Nicolet se encuentra ubicada en las coordenadas 46°13′00″N 72°37′00″O / 46.21667, -72.61667. Según Statistics Canada, tiene una superficie total de 96,11 km² y es una de las 1135 municipalidades en las que está dividido administrativamente el territorio de la provincia de Quebec.

## Demografía
Según el censo de Canadá de 2011, había 7828 personas residiendo en esta ciudad con una densidad de población de 81,5 hab./km². Los datos del censo mostraron que, de las 7827 personas censadas en 2006, en 2011 hubo un aumento poblacional de un habitante (0%). El número total de inmuebles particulares resultó de 3515 con una densidad de 36,57 inmuebles por km². El número total de viviendas particulares que se encontraban ocupadas por residentes habituales fue de 3368.